# Lars-Erik Berenett
Lars-Erik Berenett (født 23. december 1942 i Skellefteå, Sverige, død 1. februar 2017) var en svensk skuespiller, kendt for sin rolle som Roland Hassel i Roland Hassel-filmene. Han var gift med Evabritt Strandberg og sammen fik de sønnen Matti Berenett. Senere blev han gift med Maria Kulle.

## Udvalgt filmografi
- 1965 – Flygplan saknas
- 1981 – Tuppen
- 1982 – Polisen som vägrade svara (TV)
- 1983 – Spanarna (TV)
- 1985 – Rød snø (TV)
- 1985 – Nya Dagbladet (TV)
- 1986 – Kunglig toilette
- 1987 – Mälarpirater
- 1988 – Kråsnålen (TV)
- 1989 – Tre kärlekar (TV)
- 1990 – Den svarta cirkeln (TV)
- 1994 – Dreamplay
- 1995 – Kristin Lavransdotter
- 1996 – Skilda världar (TV)
- 1999 – Ivar Kreuger (tv-serie)
- 2005 – Kvalster (TV)
- 2011 – Stockholm Östra